# Danilho Doekhi
Danilho Raimundo Doekhi (Róterdam, 30 de junio de 1998) es un futbolista profesional neerlandés que juega en la demarcación de defensa central para el Union Berlin de la Bundesliga.
Recibió la mayor parte de su formación futbolística en Excelsior Róterdam y jugó para el Vitesse Arnhem de 2018 a 2022, después de haber formado parte del equipo de reserva del Ajax Ámsterdam durante dos años. Para la temporada 2022/23, Doekhi se trasladó a Alemania para unirse a la Bundesliga con el Union Berlin. Además, es un exjugador de las selecciones juveniles neerlandesas.

## Carrera
Doekhi comenzó a jugar al fútbol en XerxesDZB en su ciudad natal, Róterdam, y luego se unió a la cantera de Excelsior Róterdam. El 6 de marzo de 2016, a la edad de 17 años, hizo su debut profesional en la Eredivisie en un partido fuera de casa contra el AZ Alkmaar, que terminó en derrota por 0-2. Excelsior logró mantenerse en la liga, terminando en el puesto 15, con un punto de ventaja sobre el Willem II Tilburg. Para la temporada 2016/17, Doekhi se trasladó al Ajax Ámsterdam, donde formó parte del equipo de reserva. Doekhi, que también jugó para el equipo juvenil (sub-19) en esa temporada, participó en dos partidos de la segunda división neerlandesa en su primera temporada con el equipo de reserva, el primero de ellos el 17 de febrero de 2017 en una victoria de 3-2 en el partido 26 contra Achilles ’29. Al final de la temporada, el equipo de reserva terminó en segundo lugar. Un año después, Doekhi participó en 33 partidos y su equipo ganó el campeonato de la segunda división, aunque no pudo ascender.
En julio de 2018, Doekhi se trasladó al Vitesse Arnhem a pesar de tener un contrato vigente hasta 2019 y firmó un contrato de cuatro años. Su primer partido con el equipo de Arnhem tuvo lugar el 30 de septiembre de 2018 en una derrota por 1-2 ante el Feyenoord Róterdam, donde recibió una tarjeta roja al final del partido. En su primera temporada, Doekhi jugó 20 partidos en la Eredivisie. Su equipo se clasificó para los playoffs internos para la UEFA Europa League, donde Vitesse venció al FC Groningen, pero fue eliminado en la final contra el FC Utrecht, perdiendo así la clasificación. En la temporada 2019/20, Doekhi se convirtió en un titular en la defensa del equipo de Arnhem, jugando en todos los partidos. La temporada se suspendió debido a la pandemia de COVID-19. En la temporada 2020/21, Doekhi y su equipo terminaron en cuarto lugar en la liga y llegaron a la final de la KNVB Beker, donde perdieron contra el Ajax Ámsterdam. Como cuarto clasificado, el Vitesse se clasificó para la UEFA Europa Conference League, donde llegaron a los cuartos de final antes de ser eliminados por la AS Roma. Doekhi participó en once partidos durante el torneo.
Para la temporada 2022/23, se trasladó a Alemania para unirse a la Bundesliga con el Union Berlin.

## Selección nacional
Doekhi jugó al menos un partido con la selección sub-18 de los Países Bajos, así como un partido con la selección sub-19 y dos con la selección sub-20. El 24 de marzo de 2019, hizo su debut con la selección sub-21 de los Países Bajos en un empate sin goles contra Estados Unidos en San Pedro del Pinatar, España. Con la selección sub-21, Doekhi se clasificó para la Eurocopa Sub-21 de 2021 en Hungría y Eslovenia, pero ya había disputado su quinto y último partido internacional el 15 de noviembre de 2020, en un partido de clasificación para la Eurocopa en el que vencieron 5-0 a Bielorrusia. El torneo se dividió en una fase de grupos y una fase final debido a la pandemia de COVID-19, con los partidos de grupos celebrados en marzo de 2021 y la fase final del 31 de mayo al 6 de junio de 2021. El equipo sub-21 neerlandés llegó a las semifinales, donde fue eliminado por el campeón posterior, Alemania. Doekhi formó parte del equipo tanto en la fase de grupos como en la fase final, pero no jugó en ningún partido.

## Vida personal
Nacido durante el partido de la Copa del Mundo de la FIFA de 1998 entre Argentina e Inglaterra, sus padres lo nombraron Raimundo en honor al futbolista internacional brasileño Raí. Es sobrino del exfutbolista internacional neerlandés Winston Bogarde y tiene ascendencia neerlandesa y surinamesa mixta.